# Hemerobius lautus
Hemerobius lautus is een insect uit de familie van de bruine gaasvliegen (Hemerobiidae), die tot de orde netvleugeligen (Neuroptera) behoort. 
Hemerobius lautus is voor het eerst wetenschappelijk beschreven door Navás in 1909.